# Voorzitter van het Huis van Afgevaardigden (Verenigde Staten)
De voorzitter van het Huis van Afgevaardigden van de Verenigde Staten (of voorzitter van het Huis) (Engels: Speaker of the United States House of Representatives of Speaker of the House) is de voorzitter van de Kamer. Het ambt werd gecreëerd in 1789 door Artikel I, Sectie 2 van de Grondwet van de Verenigde Staten, waarin staat: "Het Huis van Afgevaardigden zal zijn voorzitter kiezen..." In de grondwet staat niet dat de voorzitter een verkozen afgevaardigde moet zijn van het Huis, alhoewel alle voorzitters verkozen leden van het Congres waren.
De voorzitter is tweede in lijn voor de presidentiële opvolging, na de vicepresident en voor de president pro tempore van de Senaat. In tegenstelling tot parlementen volgens het Westminster-systeem, waarin het ambt van voorzitter beschouwd wordt als partijloos, is in de Verenigde Staten de voorzitter van het Huis een leidinggevende positie en de ambtsbekleder werkt actief mee aan de agenda van de meerderheidspartij. De voorzitter zit gewoonlijk niet persoonlijk de debatten voor, maar delegeert die taak aan leden van de meerderheidspartij.
Naast zijn plichten naar het Huis en de meerderheidspartij toe, heeft de voorzitter ook nog administratieve en procedurele functies en vertegenwoordigt hij zijn district.